# チャン・ウヒョク
チャン・ウヒョク(장우혁、張佑赫、Jang Woo Hyuk、1978年5月8日 - )は、大韓民国の歌手。「韓国最高のダンサー」という愛称を持つ。

## 来歴
慶尚北道亀尾市出身。

1996年、H.O.T.のメンバーとして正規1集[We hate All Kinds Of Violence]のタイトル曲「戦士の後裔」でデビュー。
2001年のH.O.T.解散後、トニー・アン、イ・ジェウォンとともにイェジョン・メディアへ移籍し、新たなグループ「JTL」を結成。JTL解散後の2005年からはソロ歌手、プロデューサーとして後進を育てる等の活動をしている。2018年、H.O.T.の再結成に伴いメンバーとして活動を再開した。

## 人物
- 身長176CM、体重60KG、血液型O型。
- 家族構成：父、母、兄2人。

父　2024年1月14日死去(埋葬地：亀尾市追悼公園)

## ディスコグラフィー

### 正規アルバム
- 「No More Drama」1集（2005年9月リリース）
- 「My Way」2集（2006年10月リリース）
- 「Iam the future」ミニアルバム3集（2011年6月16日リリース）
- 「BACK TO THE MEMORIES」ミニアルバム4集（2011年11月25日リリース）

### シングル
- 「WEEKAND」（2019年10月4日リリース）
- 「HE：Don’ｔ　ｗanna　be　alone」（2020年9月7日リリース）
- 「SHE」（2020年11月5日リリース）
- 「Tonight」（2021年11月24日リリース）
- 「FEEL IT」（2023年3月23日リリース）
- 「I FEEL HOPE」（2023年10月12日リリース）

### デジタル・シングル
- 「WEEKEND NIGHT」（2011年10月28日リリース）
- 「STAY」（2019年9月3日リリース）
- 「ECHO」（2022年8月20日リリース）

### コンサート
- 2005年12月30～31日（オリンピック公園　オリンピックホール）
- 2006年12月31日（オリンピック公園　体操競技場）
- 2019年11月29～30日「AND」（ソウル奨忠体育館）
- 2022年8月20日「2022 FAN CONCERT 'ECHO'」（ソウル奨忠体育館）ゲスト　イ・ジェウォン

## 受賞歴
- 2010 第1回韓国ビューティーデザインアワード　韓流賞
- 2010 中国風雲音楽　CCTV　風雲 大賞
- 2010 チャイナミュージックアワード＆アジアンインフルエンシャルアワーズ　 'Asia greatest performance artist
- 2005 第20回ゴールデンディスク賞　人気賞
- 2005 大韓民国映像大典　フォトジェニック賞
- 2003 コリアンミュージックアワード　今年の歌手賞
- 2003 MTVアジアアワード　韓国最高人気アーティスト賞
- 2002 MMHアジア最高ポップバンド賞

H.O.T.時代
- 2000 MBC 10大歌手賞　30代未満の方が選んだ人気歌手賞
- 2000 KMTV歌謡大賞　ネット最高人気賞
- 2000 KMTV歌謡大賞　本賞
- 1999第10回ソウル歌謡大賞　本賞
- 1999 KMTV歌謡祭典　最優秀ダンス歌手賞
- 1999 KMTV歌謡祭典　最優秀音楽賞
- 1999 KMTV歌謡祭典　ネット最高人気賞
- 1999 KMTV歌謡祭典　ARS人気賞
- 1999 Mnet映像音楽大賞　視聴者最高人気賞
- 1999 大韓民国映像レコード大賞　ゴールデンディスク賞本賞
- 1999 大韓民国芸能芸術賞大賞
- 1998 韓国経済消費者大賞　アルバム部門
- 1998 MBC歌謡祭典　大賞
- 1998 KBS歌謡大賞
- 1998 第9回ソウル歌謡大賞
- 1998 大韓民国映像レコード大賞ゴールデンディスク部門本賞
- 1998 SBS歌謡大賞　大賞
- 1998 KMTV歌謡大賞　大賞
- 1997 MBC歌謡祭典　歌手賞
- 1997 KBS歌謡大賞　今年の歌手賞
- 1997 大韓民国映像レコード大賞ゴールデンディスク賞大賞
- 1997 ソウル歌謡大賞　今年の最高歌謡大賞
- 1997 第8回ソウル歌謡大賞
- 1996 KMTV歌謡大典　人気歌手賞
- 1996 SBS 10大歌手歌謡大賞　新人歌手賞
- 1996 大韓民国映像レコード大賞ゴールデンディスク賞　新人賞